# Turn at 25th
"Turn at 25th" är en låt av det svenska hardcore-bandet 59 Times the Pain. Låten finns också med på gruppens tredje studioalbum End of the Millennium (1999).
"Turn at 25th" och "The Great Escape" spelades in i Studio Kuling, Örebro och "We Want the Kids" och "No Matter What" i Studio Soundlab, också i Örebro.

## Låtlista
1. "Turn at 25th"
2. "We Want the Kids"
3. "The Great Escape" (inklusive det dolda spåret "No Matter What")

### Fotnoter
1. ↑  ”Turn at 25th”. Discogs.com. http://www.discogs.com/59-Times-The-Pain-Turn-At-25th/release/2012392. Läst 21 april 2012.
2. ↑  ”Turn at 25th”. Burning Heart Records. http://www.burningheart.com/bands/index.php?id=118&bio=2. Läst 21 april 2012.